# Tomi Poikolainen
Tomi Jaakko Poikolainen (Helsinque, 27 de dezembro de 1961) é um arqueiro finlandês, campeão olímpico.

## Carreira
Tomi Poikolainen representou seu país nos Jogos Olímpicos em 1980 a 1996, ganhando a medalha de ouro em 1980, e a prata por equipes em 1992. 